# Ian Stewart (coureur)

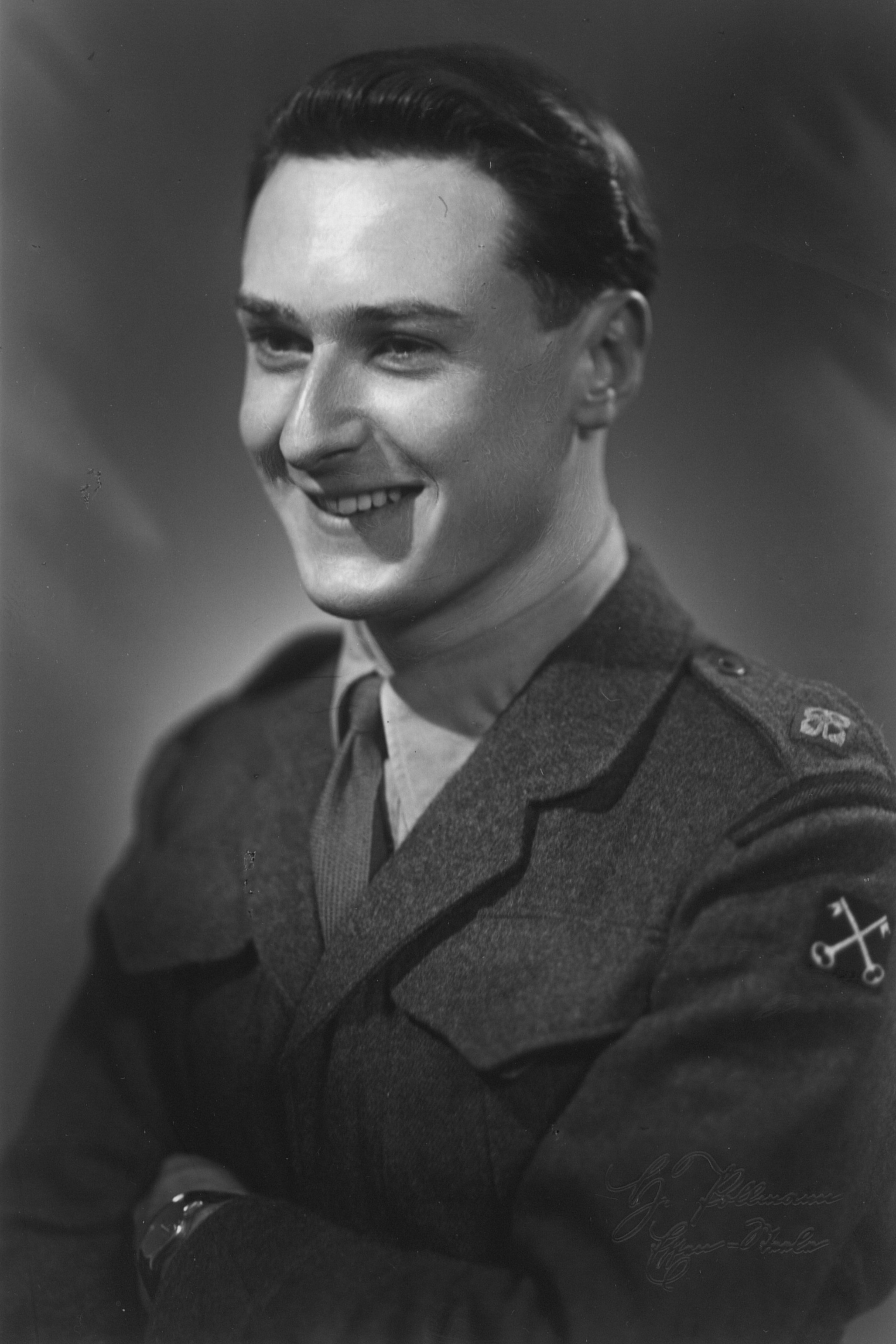
Ian Stewart

Ian Stewart (Edinburgh, 15 juli 1929 - Crieff, 19 maart 2017) was een Brits autocoureur uit Schotland. Stewart startte eenmaal in een wereldkampioenschaps Grand Prix Formule 1.
Hoewel hij regelmatig deelnam aan Formule 1-races was zijn optreden bij de Britse Grand Prix van 1953 zijn enige WK-deelname. Met een door Ecurie Ecosse ingeschreven Connaught wist hij echter de finish niet te halen door motorproblemen. In 1954 later beëindigde hij zijn actieve race-loopbaan na een crash met een Jaguar C-type tijdens de 1000 km van Buenos Aires.
Na zijn carrière werd Stewart boer en was betrokken bij historische races.
Op 87-jarige leeftijd overleed de voormalig coureur.  Stewart was geen familie van de broers Jimmy en Jackie Stewart.